# Monte Issa
Monte Issa ou Djebel Aïssa (em árabe: جبل عيسى) é uma montanha de 2236 metros de altitude no oeste da Argélia, sendo assim a quarta maior do páis. Faz parte da Faixa de Ksour do Atlas do Saara, dentro do Sistema de Montanha Atlas. O Monte Issa está localizado na província de Naâma e é um dos principais cumes das montanhas do Atlas do Saara.
O Parque Nacional Djebel Aissa é uma área protegida dentro da área da montanha desde 2003.